# Buchillon
Pronunciação
Buchillon é uma comuna suíça no cantão de Vaud, localizado no distrito de Morges.